# Semail Ophiolite

Położenie Semail Ophiolite na płycie arabskiej

Semail Ophiolite – duża płyta skorupy oceanicznej zbudowana ze skał wulkanicznych i ultrazasadowych pochodzących z górnego płaszcza ziemskiego, która uwidacznia się na skorupie kontynentalnej jako uskok odwrócony w postaci ofiolitu . Położona w pasmie górskim Al-Hadżar w Omanie i Zjednoczonych Emiratach Arabskich, we wschodniej części Półwyspu Arabskiego oraz zajmująca obszar około 100 tys. km²  . Datowanie metodą uronowo-ołowiową pozwoliło określić, że struktura utworzyła się w epoce kredy później . Płyta skorupy oceanicznej zbudowana jest w głównej mierze z krzemianów, których procentowy udział masowy stanowi od 45 do 77 wt% . Jest też bogata w rudy miedzi oraz chromitu, istotna z punktu widzenia badań geologicznych nad dnem oceanu oraz górnym płaszczem ziemskim .  

## Formacje geologiczne
Krawędź płyty arabskiej została ukształtowana we wczesnym paleozoiku oraz prawdopodobnie w późnym proterozoiku. Następnie w wyniku kształtowania się płaszczowiny od spągu do stropu ukształtowały się następujące struktury geologiczne: struktury autochtoniczne (masa skala, która pozostała na miejscu swojego formowania) oraz allochtoniczne (maska skalna, która została przemieszczona z miejsca, gdzie się formowała). W strukturze allochtonicznej od spągu do stropu można wyróżnić następujące warstwy: Sumeini, Hawasina Complex, Haybi Complex, Ophiolite (pol. Ofiolit) i Batinah Complex. Stok kontynentalny utworzony jest z warstw: Sumeini, Hawasina Complex i Haybi Complex; które ukształtowały się pomiędzy triasem środkowym a kredą późną. Warstwa Ophiolite powstała w kredzie późnej i składa się ze skał metamorficznych, perydotytów, skał magmowych, gabro, fragmentów ofiolitu i lawy. Warstwa Batinah Complex zbudowana jest z osadów pochodzących z krawędzi płyty arabskiej, które pochodzą spod warstwy Ophiolite – ukształtowanych w ostatniej fazie tworzenia uskoku, które następnie zostały wsunięte w warstwę Ophiolite pod koniec okresu formowania się Semail Ophiolite .   

## Modele tektoniczne
Istnieją trzy różne modele tektoniczne, które wyjaśniają sposób utworzenia się płyty oceanicznej Semail Ophiolite. 
- Model grawitacyjnego przesuwania: warstwa ofiolitu o grubości od 7 do 20 km mogła się przesunąć na krawędź płyty tektonicznej. Co mogło zajść pod wpływem podwyższenia regionu, w którym ukształtowała się płyta oceaniczna Semail Ophiolite[6] .
- Model supra-subdukcji: obdukcja (nasuwanie się płyty oceanicznej na kontynentalną) zachodząca w szczelinie rowu oceanicznego zbudowanego z ofiolitu doprowadziła do kolizji łuku wulkanicznego (łańcuch wulkanów położony na płycie subdukcji) z pasywną krawędziom płyty kontynentalnej[1] [7] . 
  - Etap I: w okresie od 101 do 95 mln lat temu grzbiet śródoceaniczny zaczął się rozszerzać, co spowodowało, że płyta oceaniczna w strefie subdukcji zaczęła wchodzić pod jedną z płyt kontynentalnych; natomiast z drugiej strony druga płyta kontynentalna zaczęła nasuwać się na płytę oceaniczną. Rozpoczyna się kształtowanie protopłyty oceanicznej Semail Ophiolite oraz łuku wulkanicznego.
  - Etap II: w okresie od 95 do 87 mln lat temu dochodzi do dalszego rozprzestrzeniania się grzbietu śródoceanicznego oraz do wykształcenia łuku wulkanicznego.
  - Etap III: w okresie od 87 do 76 mln lat kontynuowanie jest rozprzestrzenianie się grzbietu śródoceanicznego, dochodzi do kolizji łuku wulkanicznego z płytą kontynentalną co powoduje wypchnięcie ku górze płyty oceanicznej zbudowanej z ofiolitu.
- Model obdukcji: płyta oceaniczna jest wpychana pod płyty kontynentalne. Model ten uważa się za najbardziej prawdopodobny[1] [5] .   
  - Etap I: w okresie od 101 do 95 mln lat temu grzbiet śródoceaniczny zaczął się rozszerzać, co spowodowało, że płyta oceaniczna zaczęła wchodzić pod obie płyty kontynentalne.
  - Etap II: w okresie od 95 do 87 mln lat temu grzbiet śródoceaniczny przestał się rozszerzać i został wciśnięty w płytę oceaniczną. W strefie akrecji (strefa, w której tworzy się nowa płyta oceaniczna) podstawa płyty Semail Ophiolite wykształcona zostaje z amfibolitów.
  - Etap III: w okresie od 87 do 76 mln lat płyta Semail Ophiolite wyniku napierania dwóch płyt kontynentalnych zostaje wypchnięta ku górze i umiejscowiona na kratonie, którego podstawa zbudowana jest z zieleńców.